# Lilian Kasait Rengeruk
Lilian Kasait Rengeruk, född 3 maj 1997, är en kenyansk friidrottare som tävlar i långdistanslöpning.

## Karriär
Rengeruk tog guld på 5 000 meter vid de Afrikanska mästerskapen 2019. Vid OS 2020 placerade hon sig på en tolfte plats på 5 000 meter.